# 10 Years (zespół muzyczny)
10 Years – amerykański zespół grający muzykę z pogranicza metalu alternatywnego i post grunge, utworzony w Knoxville w 2000 roku. Pierwszy swój album Into the Half Moon wydali w 2001.
Jednym z bardziej znanych utworów, dzięki któremu zespół stał się mocniej rozpoznawany, to singiel  „Wasteland” napisany w 2006, który odgrywany był ponad 12 miesięcy na wielu stacjach radiowych.

## Członkowie
- Jesse Hasek – śpiew
- Ryan „Tater” Johnson – gitara
- Matt Wantland – gitara
- Lewis „Big Lew” Cosby – basista
- Brian Vodinh – perkusja

Byli członkowie
- Mike Underdown – śpiew
- Andy Parks – basista

## Dyskografia
- 2001: Into the Half Moon
- 2004: Killing All That Holds You
- 2005: The Autumn Effect
- 2008: Division
- 2010: Feeding The Wolves
- 2012: Minus The Machine
- 2015: From Birth to Burial
- 2017: (How to Live) as Ghosts